# Erik Read
Erik Read (ur. 31 maja 1991 w Calgary) – kanadyjski narciarz alpejski, srebrny medalista mistrzostw świata.

## Kariera
Po raz pierwszy na arenie międzynarodowej Erik Read pojawił się 19 grudnia 2006 roku w kanadyjskiej miejscowości Panorama, gdzie w zawodach FIS Race w gigancie zajął 22. miejsce. W 2008 roku wystartował na mistrzostwach świata juniorów w Formigal, gdzie jego najlepszym wynikiem było 43. miejsce w zjeździe. Jeszcze trzykrotnie startował w zawodach tego cyklu, najlepsze wyniki osiągając podczas mistrzostw świata juniorów w Crans Montana w 2011 roku, gdzie był między innymi piąty w kombinacji oraz szósty w slalomie. W zawodach Pucharu Świata zadebiutował 25 stycznia 2011 roku w Schladming, gdzie nie ukończył pierwszego przejazdu slalomu. Pierwsze pucharowe punkty wywalczył 14 grudnia 2014 roku w Åre, gdzie rywalizację w slalomie zakończył na 24. pozycji.
Znalazł się w kadrze Kanady na Zimowe Igrzyska Olimpijskie 2018. Tam jego najlepszym wynikiem była 11. pozycja w gigancie. W 2015 roku wystartował na mistrzostwach świata w Vail/Beaver Creek, gdzie w gigancie zajął 28. miejsce, a w slalomie uplasował się cztery pozycje wyżej. Na tej samej imprezie, wspólnie z Candace Crawford, Marie-Pier Préfontaine, Erin Mielzynski, Trevorem Philpem i Philem Brownem wywalczył srebrny medal w rywalizacji drużynowej. Podczas igrzysk olimpijskich w Pekinie w 2022 roku zajął 7. miejsce w zawodach drużynowych, 13. w gigancie i 24. w slalomie. Ponadto na mistrzostwach świata w Courchevel/Méribel w 2023 roku razem z Jeffreyem Readem, Valérie Grenier i Britt Richardson zdobył brązowy medal w zawodach drużynowych.
Jego ojciec, Ken Read, i młodszy brat - Jeffrey także uprawiali narciarstwo alpejskie.

## Osiągnięcia

### Igrzyska olimpijskie
| Miejsce | Dzień     | Rok  | Miejscowość | Konkurencja | Czas biegu | Strata | Zwycięzca       |
| ------- | --------- | ---- | ----------- | ----------- | ---------- | ------ | --------------- |
| 11.     | 18 lutego | 2018 | Pjongczang  | Gigant      | 2:18,04    | +2,70  | Marcel Hirscher |
| 29.     | 22 lutego | 2018 | Pjongczang  | Slalom      | 1:38,99    | +9,56  | André Myhrer    |
| 9.      | 24 lutego | 2018 | Pjongczang  | Drużynowo   | -          | -      | Szwajcaria      |
| 13.     | 13 lutego | 2022 | Pekin       | Gigant      | 2:09,35    | +3,09  | Marco Odermatt  |
| 24.     | 16 lutego | 2022 | Pekin       | Slalom      | 1:44,09    | +5,01  | Clément Noël    |

### Mistrzostwa świata
| Miejsce | Dzień     | Rok  | Miejscowość        | Konkurencja       | Czas biegu | Strata | Zwycięzca              |
| ------- | --------- | ---- | ------------------ | ----------------- | ---------- | ------ | ---------------------- |
| 2.      | 10 lutego | 2015 | Vail/Beaver Creek  | Drużynowo         | -          | -      | Austria                |
| 28.     | 13 lutego | 2015 | Vail/Beaver Creek  | Gigant            | 2:34,16    | +4,57  | Ted Ligety             |
| 24.     | 15 lutego | 2015 | Vail/Beaver Creek  | Slalom            | 1:57,47    | +5,15  | Jean-Baptiste Grange   |
| 23.     | 17 lutego | 2017 | Sankt Moritz       | Gigant            | 2:13,31    | +2,21  | Marcel Hirscher        |
| DNF1    | 19 lutego | 2017 | Sankt Moritz       | Slalom            | 1:34,75    | -      | Marcel Hirscher        |
| 9.      | 12 lutego | 2019 | Åre                | Zawody drużynowe  | –          | –      | Szwajcaria             |
| DNF1    | 15 lutego | 2019 | Åre                | Gigant            | 2:20,24    | +      | Henrik Kristoffersen   |
| DNF1    | 17 lutego | 2019 | Åre                | Slalom            | 2:05,86    | +1,12  | Marcel Hirscher        |
| DNF     | 16 lutego | 2021 | Cortina d’Ampezzo  | Gigant równoległy | -          | -      | Mathieu Faivre         |
| 7.      | 17 lutego | 2021 | Cortina d’Ampezzo  | Zawody drużynowe  | -          | -      | Norwegia               |
| DNF1    | 19 lutego | 2021 | Cortina d’Ampezzo  | Gigant            | 2:05,86    | -      | Mathieu Faivre         |
| DNF2    | 21 lutego | 2021 | Cortina d’Ampezzo  | Slalom            | 1:46,48    | -      | Sebastian Foss Solevåg |
| 3.      | 14 lutego | 2023 | Courchevel/Méribel | Drużynowo         | -          | -      | Stany Zjednoczone      |

### Mistrzostwa świata juniorów
| Miejsce | Dzień       | Rok  | Miejscowość            | Konkurencja | Czas biegu | Strata | Zwycięzca               |
| ------- | ----------- | ---- | ---------------------- | ----------- | ---------- | ------ | ----------------------- |
| 43.     | 26 lutego   | 2008 | Formigal               | Zjazd       | 1:45,31    | +4,69  | Hagen Patscheider       |
| 57.     | 28 lutego   | 2008 | Formigal               | Supergigant | 1:21,02    | +7,54  | Andreas Sander          |
| 26.     | 4 marca     | 2009 | Garmisch-Partenkirchen | Zjazd       | 1:39,06    | +1,98  | Andy Plank              |
| 30.     | 4 marca     | 2009 | Garmisch-Partenkirchen | Supergigant | 1:16,64    | +2,82  | Manuel Kramer           |
| 30.     | 5 marca     | 2009 | Garmisch-Partenkirchen | Gigant      | 2:18,49    | +8,12  | Alexis Pinturault       |
| 35.     | 6 marca     | 2009 | Garmisch-Partenkirchen | Slalom      | 1:20,78    | +4,60  | Jesper Riis-Johannessen |
| 9.      | 6 marca     | 2009 | Garmisch-Partenkirchen | Kombinacja  | 58,23 pkt  | ?      | Sepp Gerber             |
| DNF2    | 31 stycznia | 2010 | Region Mont Blanc      | Gigant      | 2:17,55    | -      | Mathieu Faivre          |
| 44.     | 1 lutego    | 2010 | Region Mont Blanc      | Supergigant | 1:29,71    | +3,23  | Maxence Muzaton         |
| DNF2    | 2 lutego    | 2010 | Region Mont Blanc      | Slalom      | 1:30,97    | -      | Reto Schmidiger         |
| 41.     | 4 lutego    | 2010 | Region Mont Blanc      | Zjazd       | 1:19,32    | +2,14  | Mattia Casse            |
| 16.     | 30 stycznia | 2011 | Crans-Montana          | Gigant      | 2:19,62    | +3,87  | Alexis Pinturault       |
| 6.      | 31 stycznia | 2011 | Crans-Montana          | Slalom      | 1:28,54    | +3,00  | Reto Schmidiger         |
| 31.     | 3 lutego    | 2011 | Crans-Montana          | Zjazd       | 1:37,34    | +2,54  | Boštjan Kline           |
| 5.      | 3 lutego    | 2011 | Crans-Montana          | Kombinacja  | ?          | ?      | Reto Schmidiger         |
| 20.     | 4 lutego    | 2011 | Crans-Montana          | Supergigant | 1:22,43    | +2,14  | Boštjan Kline           |

### Puchar Świata

#### Miejsca w klasyfikacji generalnej
- sezon 2014/2015: 140.
- sezon 2015/2016: 142.
- sezon 2016/2017: 43.
- sezon 2017/2018: 73.
- sezon 2018/2019: 83.
- sezon 2019/2020: 56.
- sezon 2020/2021: 48.
- sezon 2021/2022: 33.
- sezon 2022/2023: 49.

#### Pozostałe miejsca na podium w zawodach
Read nie stanął na podium zawodów PŚ.